# Olimpiada Internațională de Matematică

Stema Olimpiadei Internaționale de Matematică.

Olimpiada Internațională de Matematică (OIM) este o competiție anuală de matematică la care participă elevi din diferite țări.
Primele două ediții ale olimpiadei internaționale de matematică s-au desfășurat în România în 1959, respectiv 1960 , datorită eforturilor creative, conceptuale și organizatorice ale Societății de Științe Matematice din România, condusă de academicianul Nicolae-Victor Teodorescu. La prima ediție au participat șapte țări din Europa de Est (Bulgaria, Cehoslovacia, Polonia, RDG, România, Ungaria și URSS). De atunci a avut loc în fiecare an cu excepția anului 1980. Numărul de țări participante a crescut treptat, iar în prezent peste 90 de țări din 5 continente participă la Olimpiada Internațională de Matematică.
Ulterior, România a mai organizat alte trei Olimpiade Internaționale, a unsprezecea, în 1969, la București (OIM 1969), a douăzecea, în 1978, la București (OIM 1978) și  a patruzecea, în 1999, la București (OIM 1999). În total, România a organizat cinci Olimpiade Internaționale de matematică, mai multe decât oricare altă țară.

## Lista olimpiadelor din 1959
| Nr. | An   | Oraș/Țară                         | Loc 1                         | Loc 2                             | Loc 3                                   | România         |
| --- | ---- | --------------------------------- | ----------------------------- | --------------------------------- | --------------------------------------- | --------------- |
| 1   | 1959 | Brașov și București, România      | România (249 pc)              | Ungaria (233 pc)                  | Cehoslovacia (192 pc)                   | Loc 1           |
| 2   | 1960 | Sinaia, România                   | Cehoslovacia (257 pc)         | Ungaria (248 pc) România (248 pc) | —                                       | Loc 2           |
| 3   | 1961 | Veszprém, Ungaria                 | Ungaria (270 pc)              | Polonia (203 pc)                  | România (197 pc)                        | Loc 3           |
| 4   | 1962 | České Budějovice, Cehoslovacia    | Ungaria (289 pc)              | URSS (263 pc)                     | România (257)                           | Loc 3           |
| 5   | 1963 | Varșovia și Wrocław, Polonia      | URSS (271 pc)                 | Ungaria (234 pc)                  | România (191 pc)                        | Loc 3           |
| 6   | 1964 | Moscova, URSS                     | URSS (269 pc)                 | Ungaria (253 pc)                  | România (213 pc)                        | Loc 3           |
| 7   | 1965 | Berlin, RDG                       | URSS (281 pc)                 | Ungaria (244 pc)                  | România (222 pc)                        | Loc 3           |
| 8   | 1966 | Sofia, Bulgaria                   | URSS (293 pc)                 | Ungaria (281 pc)                  | RDG (280 pc)                            | Loc 5 (257 pc)  |
| 9   | 1967 | Cetinje, Iugoslavia               | URSS (275 pc)                 | RDG (257 pc)                      | Ungaria (251 pc)                        | Loc 5 (214 pc)  |
| 10  | 1968 | Moscova, URSS                     | RDG (304 pc)                  | URSS (298 pc)                     | Ungaria (291 pc)                        | Loc 8 (208 pc)  |
| 11  | 1969 | București, România                | Ungaria (247 pc)              | RDG (240 pc)                      | URSS (231 pc)                           | Loc 4 (219 pc)  |
| 12  | 1970 | Keszthely, Ungaria                | Ungaria (233 pc)              | RDG (221 pc) URSS (221 pc)        | —                                       | Loc 5 (208 pc)  |
| 13  | 1971 | Žilina, Cehoslovacia              | Ungaria (255 pc)              | URSS (205 pc)                     | RDG (142 pc)                            | Loc 5 (110 pc)  |
| 14  | 1972 | Toruń, Polonia                    | URSS (270 pc)                 | Ungaria (263 pc)                  | RDG (239 pc)                            | Loc 4 (206 pc)  |
| 15  | 1973 | Moscova, URSS                     | URSS (256 pc)                 | Ungaria (215 pc)                  | RDG (189 pc)                            | Loc 9 (141 pc)  |
| 16  | 1974 | Erfurt și Berlin, RDG             | URSS (256 pc)                 | SUA (243 pc)                      | Ungaria (237 pc)                        | Loc 7 (220 pc)  |
| 17  | 1975 | Burgas și Sofia, Bulgaria         | Ungaria (258 pc)              | RDG (249)                         | SUA (247 pc)                            | Loc 8 (180 pc)  |
| 18  | 1976 | Lienz, Austria                    | URSS (250 pc)                 | Regatul Unit (214 pc)             | SUA (188 pc)                            | Loc 11 (118 pc) |
| 19  | 1977 | Belgrad, Iugoslavia               | SUA (202 pc)                  | URSS (192 pc)                     | Ungaria (190 pc) Regatul Unit (190 pc)  | Loc 15 (122 pc) |
| 20  | 1978 | București, România                | România (237 pc)              | SUA (225 pc)                      | Regatul Unit (201 pc)                   | Loc 1           |
| 21  | 1979 | Londra, Marea Britanie            | URSS (267 pc)                 | România (240 pc)                  | RDG (235)                               | Loc 2           |
| 22  | 1981 | Washington, SUA                   | SUA (314 pc)                  | RDG (312 pc)                      | Regatul Unit (301 pc)                   | Loc 20 (136 pc) |
| 23  | 1982 | Budapesta, Ungaria                | RFG (145 pc)                  | URSS (137 pc)                     | RDG (136 pc) SUA (136 pc)               | Loc 11 (99 pc)  |
| 24  | 1983 | Paris, Franța                     | RFG (212 pc)                  | SUA (171 pc)                      | Ungaria (170 pc)                        | Loc 5 (161 pc)  |
| 25  | 1984 | Praga, Cehoslovacia               | URSS (235 pc)                 | Bulgaria (203 pc)                 | România (199 pc)                        | Loc 3           |
| 26  | 1985 | Joutsa, Finlanda                  | România (201 pc)              | SUA (180 pc)                      | Ungaria (168 pc)                        | Loc 1           |
| 27  | 1986 | Varșovia, Polonia                 | SUA (203 pc) URSS (203 pc)    | —                                 | RDG (196 pc)                            | Loc 6 (171 pc)  |
| 28  | 1987 | Havana, Cuba                      | România (250 pc)              | RDG (248 pc)                      | URSS (235 pc)                           | Loc 1           |
| 29  | 1988 | Sydney și Canberra, Australia     | URSS (217 pc)                 | China (201 pc) România (201 pc)   | —                                       | Loc 2           |
| 30  | 1989 | Braunschweig, RFG                 | China (237 pc)                | România (223 pc)                  | URSS (217 pc)                           | Loc 2           |
| 31  | 1990 | Beijing, China                    | China (230 pc)                | URSS (193 pc)                     | SUA (174 pc)                            | Loc 4 (171 pc)  |
| 32  | 1991 | Sigtuna, Suedia                   | URSS (241 pc)                 | China (231 pc)                    | România (225 pc)                        | Loc 3           |
| 33  | 1992 | Moscova , Rusia                   | China (240 pc)                | SUA (181 pc)                      | România (177 pc)                        | Loc 3           |
| 34  | 1993 | Istanbul, Turcia                  | China (215 pc)                | Germania (189 pc)                 | Bulgaria (178 pc)                       | Loc 11 (128 pc) |
| 35  | 1994 | Hong Kong                         | SUA (252 pc)                  | China (229 pc)                    | Rusia (224 pc)                          | Loc 9 (198 pc)  |
| 36  | 1995 | Toronto, Canada                   | China (236 pc)                | România (230 pc)                  | Rusia (227 pc)                          | Loc 2           |
| 37  | 1996 | Mumbai, India                     | România (187 pc)              | SUA (185 pc)                      | Ungaria (167 pc)                        | Loc 1           |
| 38  | 1997 | Mar del Plata, Argentina          | China (223 pc)                | Ungaria (219 pc)                  | Iran (217 pc)                           | Loc 7 (191 pc)  |
| 39  | 1998 | Taipei, Taiwan                    | Iran (211 pc)                 | Bulgaria (195 pc)                 | Ungaria (186 pc) SUA (186 pc)           | Loc 11 (155 pc) |
| 40  | 1999 | București, România                | China (182 pc) Rusia (182 pc) | —                                 | Vietnam (177 pc)                        | Loc 4 (173 pc)  |
| 41  | 2000 | Daejeon, Coreea de Sud            | China (218 pc)                | Rusia (215 pc)                    | SUA (184 pc)                            | Loc 11 (139 pc) |
| 42  | 2001 | Washington, SUA                   | China (225 pc)                | Rusia (196 pc) SUA (196 pc)       | —                                       | Loc 15 (129 pc) |
| 43  | 2002 | Glasgow, Marea Britanie           | China (212 pc)                | Rusia (204 pc)                    | SUA (171 pc)                            | Loc 8 (157 pc)  |
| 44  | 2003 | Tokyo, Japonia                    | Bulgaria (227 pc)             | China (211 pc)                    | SUA (188 pc)                            | Loc 7 (143 pc)  |
| 45  | 2004 | Atena, Grecia                     | China (220 pc)                | SUA (212 pc)                      | Rusia (205 pc)                          | Loc 10 (176 pc) |
| 46  | 2005 | Mérida, Mexico                    | China (235 pc)                | SUA (213 pc)                      | Rusia (212 pc)                          | Loc 6 (191 pc)  |
| 47  | 2006 | Ljubljana, Slovenia               | China (214 pc)                | Rusia (174 pc)                    | Coreea de Sud (170 pc)                  | Loc 6 (152 pc)  |
| 48  | 2007 | Hanoi, Vietnam                    | Rusia (184 pc)                | China (181 pc)                    | Vietnam (168 pc) Coreea de Sud (168 pc) | Loc 11 (146 pc) |
| 49  | 2008 | Madrid, Spania                    | China (217 pc)                | Rusia (199 pc)                    | SUA (190 pc)                            | Loc 17 (141 pc) |
| 50  | 2009 | Bremen, Germania                  | China (221 pc)                | Japonia (212 pc)                  | Rusia (203 pc)                          | Loc 13 (163 pc) |
| 51  | 2010 | Astana, Kazakhstan                | China (197 pc)                | Rusia (169 pc)                    | SUA (168 pc)                            | Loc 16 (127 pc) |
| 52  | 2011 | Amsterdam, Olanda                 | China (189 pc)                | SUA (184 pc)                      | Singapore (179 pc)                      | Loc 8 (154 pc)  |
| 53  | 2012 | Mar del Plata, Argentina          | Coreea de Sud (209 pc)        | China (195 pc)                    | SUA (194 pc)                            | Loc 10 (144 pc) |
| 54  | 2013 | Santa Marta, Columbia             | China (208 pc)                | Coreea de Sud (204 pc)            | SUA (190 pc)                            | Loc 22 (134 pc) |
| 55  | 2014 | Cape Town, Africa de Sud          | China (201 pc)                | SUA (193 pc)                      | Taiwan (192 pc)                         | Loc 11 (156 pc) |
| 56  | 2015 | Chiang Mai, Thailanda             | SUA (185 pc)                  | China (181 pc)                    | Coreea de Sud (161 pc)                  | Loc 13 (132 pc) |
| 57  | 2016 | Hong Kong                         | SUA (214 pc)                  | Coreea de Sud (207 pc)            | China (204 pc)                          | Loc 20 (130 pc) |
| 58  | 2017 | Brazilia                          | Coreea de Sud (170 pc)        | China (159 pc)                    | Vietnam (155 pc)                        | Loc 22 (115 pc) |
| 59  | 2018 | Cluj-Napoca, România              | SUA (212 pc)                  | Rusia (201 pc)                    | China (199 pc)                          | Loc 33 (129 pc) |
| 60  | 2019 | Bath, Regatul Unit                | SUA (212 pc) China (212 pc)   | —                                 | Coreea de Sud (226 pc)                  | Loc 17 (155 pc) |
| 61  | 2020 | Sankt Petersburg, Rusia (virtual) | China (215 pc)                | Rusia (185 pc)                    | SUA (183 pc)                            | Loc 15 (152 pc) |
| 62  | 2021 | Sankt Petersburg, Rusia           | China (208 pc)                | Rusia (183 pc)                    | Coreea de Sud (172 pc)                  | Loc 27 (105 pc) |
| 63  | 2022 | Oslo, Norvegia                    | China (252 pc)                | Coreea de Sud (208 pc)            | SUA (207 pc)                            | Loc 5 (194 pc)  |
| 64  | 2023 | Chiba, Japonia                    | China (240 pc)                | SUA (222 pc)                      | Coreea de Sud (215 pc)                  | Loc 4 (208 pc)  |
| 65  | 2024 | Bath, Marea Britanie              | SUA (192 pc)                  | China (190 pc)                    | Coreea de Sud (168 pc)                  | Loc 12 (145 pc) |
| 66  | 2025 | Sunshine Coast, Australia         | China (231 pc)                | SUA (216 pc)                      | Coreea de Sud (203 pc)                  | Loc 13 (181 pc) |

## Observații
- Din 1959 până în 1981 echipele au fost formate din 8 persoane; în 1982 din 4; din anul 1983 din 6 persoane.
- În 1980, concursul care urma să aibă loc în Mongolia a fost anulat; două competiții, considerate neoficiale, sunt apoi organizate în loc: una în Finlanda, cealaltă la Mersch (Luxemburg).
- În 2020, din cauza pandemiei Covid-19, competiția care urma să se desfășoare în perioada 8-18 iulie la Sankt Petersburg (Rusia) avea să fie amânată în septembrie, mai întâi în perioada 16-26 septembrie,[4] apoi în perioada 18-28 septembrie fiind ținută în fiecare țară, virtual,  sub supravegherea unui comisar neutru.[5]
- Inițial programată să aibă loc la Washington, ediția din 2021 va avea loc la Sankt Petersburg din cauza consecințelor financiare ale pandemiei din Statele Unite.[6]

## Diverse
- Titu Andreescu, matematician român, stabilit în Statele Unite ale Americii, a fost pentru câțiva ani buni, antrenorul echipei de olimpici americani.[7] De fapt, în 1994, la OIM 1994, desfășurată în Hong Kong, echipa Statelor Unite a obținut locul întâi cu 252 de puncte, punctaj maxim, performanță încă de ne-egalat în istoria concursului.[8]
- Românul Ciprian Manolescu a obținut scorul maxim (42 de puncte din 42 posibile) în trei ocazii: în 1995, 1996 și 1997.[9] Student la Harvard, el a câștigat de trei ori „Putnam Fellow” (1997, 1998, 2000). A primit Premiul Morgan în 2001 și Premiul EMS în 2012. Din 2012, este profesor de matematică la University of California, Los Angeles.
- Mai multe echipe au câștigat olimpiadele cu șase medalii de aur din șase posibile: China în 1992, 1993, 1997, 2000, 2001, 2002, 2004, 2006, 2009, 2010, 2011 și 2019 (de 12 ori),[10] Statele Unite în 1994, 2011, 2016 și 2019 (de 4 ori)[11] Coreea de Sud în 2012, 2017 și 2019 (de 3 ori),[12] Rusia în 2002 și 2008[13] Bulgaria în 2003 (o dată).[14]
- Echipa maghiară a câștigat olimpiada din 1975 neavând nici o medalie de aur (5 medalii de argint, 3 medalii de bronz). De asemenea, echipa care a terminat pe locul al doilea, cea a RDG, n-a primit nici o medalie de aur (4 medalii de argint, 4 medalii de bronz).[15]
- Australianul Terence Tao născut la 17 iulie 1975 a primit o medalie de aur în 1988 (34 de puncte) când avea 13 ani, devenind cel mai tânăr beneficiar al unei medalii de aur.[16] El a obținut, de asemenea, o medalie de bronz în 1986 (19 puncte) și o medalie de argint în 1987 (40 puncte).[17] Medalia Fields i-a fost acordată în 2006.
- Grigori Perelman, care a obținut scorul maxim și o medalie de aur pentru Uniunea Sovietică în 1982,[18] a refuzat în 2006 Medalia Fields care i-a fost acordată pentru soluția pe care a oferit-o conjecturii Poincaré.[19] În 2010, el a refuzat Clay Millennium Prize[20] acordat pentru aceeași descoperire și dotat cu 1 milion de dolari.
- Echipa nord-coreeană este singura echipă care a fost descalificată, pentru că a trișat în 1991 și 2010 [21][22]participanții folosind în mod similar o lemă a soluției oficiale.

## Clasament
Cele zece țări cu cele mai bune rezultate din toate timpurile sunt următoarele:
| Poz | Țară                       | Appearance | Aur | Argint | Bronz | Mențiuni onorabile |
| --- | -------------------------- | ---------- | --- | ------ | ----- | ------------------ |
| 1   | China                      | 35         | 162 | 36     | 6     | 0                  |
| 2   | Statele Unite ale Americii | 46         | 133 | 115    | 29    | 1                  |
| 3   | Rusia                      | 29         | 101 | 61     | 12    | 0                  |
| 4   | Ungaria                    | 60         | 85  | 167    | 102   | 10                 |
| 5   | Coreea de Sud              | 33         | 81  | 73     | 28    | 7                  |
| 6   | România                    | 61         | 78  | 146    | 108   | 6                  |
| 7   | Uniunea Sovietică          | 29         | 77  | 67     | 45    | 0                  |
| 8   | Vietnam                    | 44         | 64  | 109    | 75    | 2                  |
| 9   | Bulgaria                   | 61         | 54  | 120    | 112   | 13                 |
| 10  | Germania                   | 43         | 51  | 103    | 82    | 15                 |